# Justine Rasir
Justine Rasir (4 december 2001) is een Belgisch hockeyster.

## Levensloop
Rasir verdedigt de kleuren van RRC Bruxelles.
Daarnaast maakt ze deel uit van het Belgisch hockeyteam. Met de Red Panthers nam ze onder meer deel aan de Europese kampioenschappen van 2021 en Europese kampioenschappen van 2023. Op het EK van 2021 behaalde ze brons en op de editie van 2023 zilver met de nationale equipe. Ook behoorde ze tot de nationale selectie die deelnam aan het wereldkampioenschap van 2022.